# 京口新地

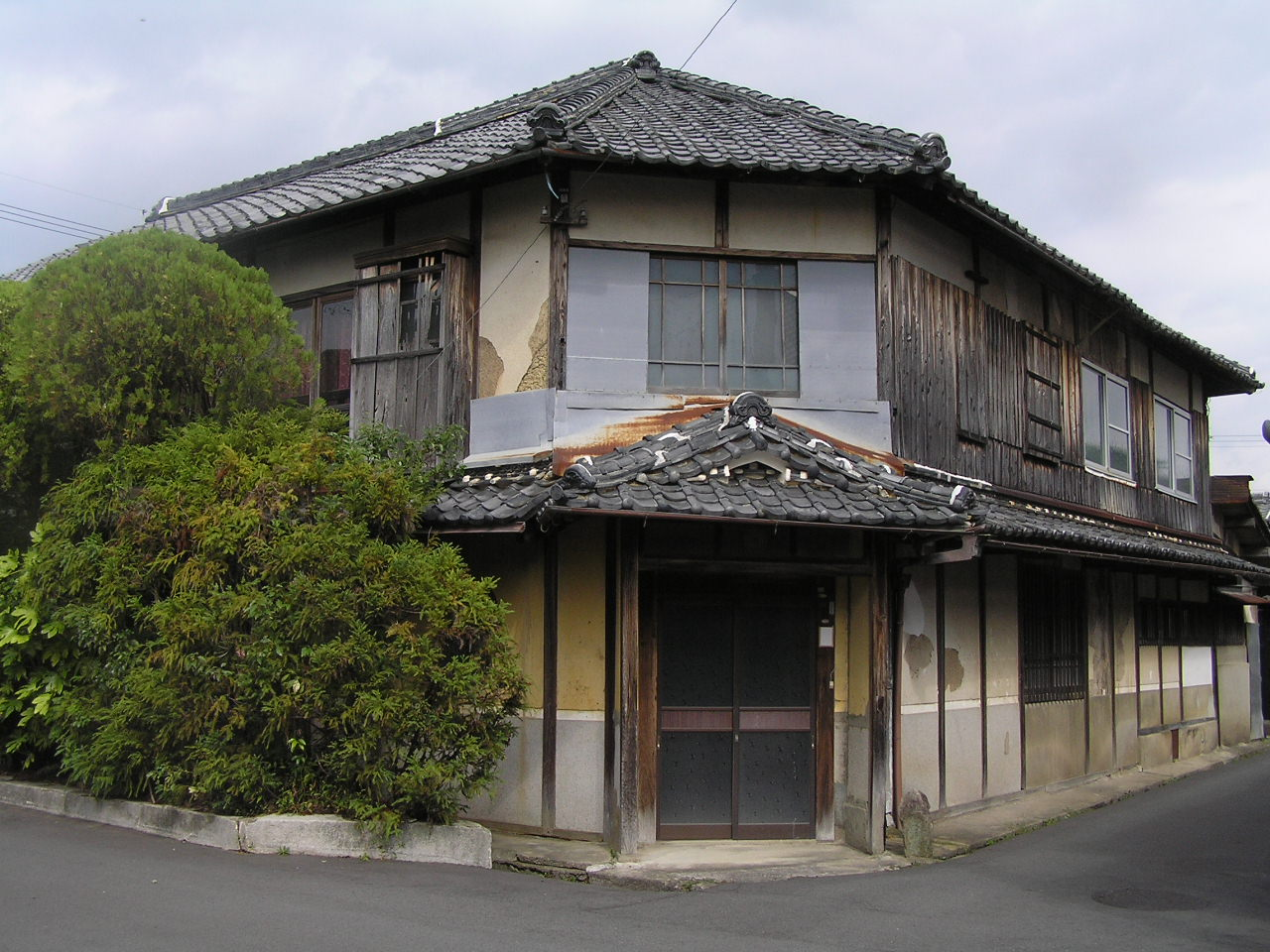
京口新地の一角にあった阿部定が最後に勤めた遊郭「大正楼」（兵庫県丹波篠山市。2019年3月、倒壊の危険性が高かったため、行政代執行により強制撤去された）

京口新地（きょうぐちしんち）は、兵庫県丹波篠山市池上にかつて存在した遊郭。阿部定が遊女人生最後を過ごした「大正楼」が2019年まで残されていたが、倒壊の危険があるため、丹波篠山市が「特定空き家」に指定し、取り壊された。

## 概要
1908年（明治41年）、陸軍歩兵第七十連隊が篠山町（現・丹波篠山市）内に移転したことに伴い設置された。1930年（昭和5年）に刊行された『全国遊廓案内』によると、
時期は不明ながら、売春防止法が完全施行された1958年（昭和33年）までに消滅した。その後も、遊郭のたたずまいを残し、特に「大正楼」は阿部定が遊女人生最後に過ごした遊郭として2019年まで残されていた。

## 大正楼
大正楼は、昭和初期に愛人の男性を殺害した阿部定が最後に遊女として勤めた場所で（「篠山町七十五年史」、）東京・神田生まれの定は、大正楼に1930年（昭和5年）の冬1月に数え26歳で大正楼に流れ着いた。当時、源氏名を「おかる」と名乗っていた。すでに遊郭を転々としていた定は大正楼を、「前よりも酷い」とし、「何しろ寒い冬の晩でも外へ出て、客を引っ張るような辛い勤めをしなければならない」と過酷であったことを証言している（「阿部定手記」中公文庫、前坂俊之編著）。

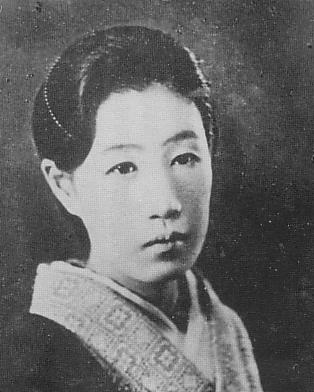
阿部定にとって大正楼は遊女人生最後の職場であった。

その後、客と駆け落ち同然で逃げ出したものの連れ戻され、源氏名を「育代」に変更。さらに逃亡を試み、「ある時、表の大鍵が下りていながら、かかっていないことに気がついたので、客を送り出した後、店の者を安心させておき、そっとそこを抜け出し、一番電車を待って、神戸まで逃げてしまい、それ以来、娼妓から足を洗ってしまいました」と供述している（「阿部定手記」中公文庫、前坂俊之編著）。
定は1936年（昭和11年）5月18日、愛人の男性を殺害。5月20日に逮捕され、懲役6年の判決を受けたが、5年後の1941年に恩赦を受け、出所した。バーなどを経営した後、1971年（昭和46年）に失踪し、消息不明となった。
大正楼は、2019年2月26日に篠山市（現・丹波篠山市）が行政代執行に着手し、取り壊しは3月6日に実施された。費用約470万円は所有者に請求された。